# 堤孝信
堤 孝信（つつみ たかのぶ、1952年12月17日- ）は、岡山県出身の日本の技術者。中電工代表取締役副社長。大阪工業大学電気クラブ中国ブロック幹事。

## 経歴
1975年 大阪工業大学工学部電気工学科（現在の電気電子システム工学科）卒業、中電工入社。2002年 岡山支店 工事部 電気工事担当課長。2005年 電気技術部 第二工事担当課長。2009年 広島東部支社長。2012年 執行役員 技術本部副本部長 兼 技術本部 電気技術部長。2014年 取締役 兼 執行役員 技術本部副本部長 兼 技術本部 電気技術部長。2016年 取締役 常務執行役員 技術本部副本部長 兼 技術本部 電気技術部長。2017年 取締役 専務執行役員 技術本部長。2019年 同社代表取締役副社長（執行役員業務全般考査部担当 兼 安全衛生品質環境部担当 兼 資材部担当）。